# Звёздная пыль (роман)
«Звёздная пыль» (англ. Stardust) — книга британского писателя Нила Геймана в жанре фэнтези. «Звёздная пыль» имеет отличный от других новелл Геймана стиль написания, поскольку следует традициям авторов фэнтези, работавших до Дж. Р. Р. Толкина, таких как Лорд Дансени и Джеймс Брэнч Кэйбелл.

Повесть о юноше Тристране Терне из деревни Застенье, отправившемся в Волшебную Страну за звездой для легкомысленной красавицы Виктории Форестер, а вместо этого нашедшем свою Мечту, — самая настоящая сказка, с эльфами и гоблинами, призраками и единорогами, злодеями в чёрном и многочисленными ведьмами.— Василий Владимирский, журнал «Мир фантастики»
В 2007 году в прокат вышел фильм, основанный на книге. В сценарий фильма внесено множество изменений по сравнению с исходным романом. Так, в частности, радикально отличаются кульминации и финалы.

## Главные герои
- Тристран (в экранизации «Тристан») Торн — наполовину фейри, наполовину человек, которого воспитывают его отец Данстан Торн и мачеха Дейзи, которую он считает родной матерью. Когда любимая Тристрана отказывает в поцелуе, он дает клятву, что ради ее благосклонности принесет звезду, упавшую на землях Волшебной страны.
- Ивейн — упавшая звезда, которая на территории Волшебной страны выглядит как молодая девушка. В темноте заметно как она сияет. Ивейн не стареет, но ее можно убить. Сердце звезды обладает магическими свойствами, поэтому за ней охотятся ведьмы. На поясе Ивейн носит волшебный топаз, которым ее сбили с неба. Хромает, потому что при падении на землю сломала ногу.
- Дунстан Торн — отец Тристрана. В поисках подарка для своей возлюбленной, Дейзи Хемпсток, был очарован рабыней-продавщицей фейри, из-за чар, которые получил в качестве оплаты за сдачу комнаты. Одна страстная ночь дала жизнь Тристрану, которого младенцем отдали отцу. На ярмарке Дунстан купил хрустальный подснежник для Дейзи, который позже отдает Тристрану. Женат на Дейзи. Дети: Тристран, Луиза.
- Виктория Форестер — жительница Застенья, описанная как «самая красивая девушка на сто миль вокруг». В начале истории считает Тристрана болтуном, который дает девушкам несбыточные обещания. В шутку говорит, что сделает все, что он захочет, в обмен на упавшую звезду, которую они увидели по пути домой.
- Лорд Штормхолда — Восемьдесят первый лорд Штормхолда. Получил титул, потому что ко времени кончины отца, все его братья были мертвы. Отец 8-х детей: 7-х сыновей и 1-й дочки. В начале книги у него четыре мертвых сына (Секундус, Квинтус, Квартус и Секстус) и три живых (Праймус, Терциус и Септимус). Дочь пропала и считается мертвой. Сыновьям даны имена на латыни: Второй, Четвертый, Пятый и Шестой (все умерли) и Первый, Третий и Седьмой (живые). Мертвые сыновья появляются как призрачные наблюдатели. Живые замышляют убить друг друга. На смертном одре выдает сыновьям испытание, которое определит, кто из сыновей получит титул и земли.
- Лорд Септимус — самый молодой и самый хитрый из лордов Штормхолда. Опытный отравитель, который убил не одного брата.
- Лорд Примус — старший из лордов Штормхолда. Рассудителен, по сравнению со своими братьями доброжелателен.
- Леди Уна — девушка-фея с кошачьими ушами необычайной красоты, рабыня ведьмы, госпожи Семелы. Освободится «в день, когда Луна потеряет свою дочь, если это случится на неделе, когда соединятся два понедельника».[2] Уна всегда прикована недалеко от ведьмы серебряной цепочкой за кисть и лодыжку. Подвергается жестокому обращению со стороны госпожи Семелы. Когда не работает, ее держат в форме красочной птицы. Уна названа в честь женской формы латинского unum, что означает "один".
- Госпожа Семела (Зануда Сел) — ведьма и член Сестринства, к которому принадлежат Лилим. Королева-ведьма знала Семелу как Зануду Сэл, когда та была «юной девчонкой». Во время их первой встречи Семела подсыпает в еду королевы-ведьмы приправу, которая заставляет говорить только правду, тем самым заставляя рассказать о упавшей звезде. Семела надеется первой найти звезду и вернуть себе молодость, но королева-ведьма проклинает ее так, что она никогда не сможет даже понять, что перед ней звезда.
- Лилим — трое старых королев ведьм. Их королевство давно разрушено, а колдовские силы ушли вместе с молодостью. Живут в бревенчатом доме посреди густого леса. Они никогда не представляются настоящими именами, так как имя в Волшебной стране имеет силу. Когда старшая из них отправилась в путешествие, то взяла имя «Морваннег», что значит «морская волна». Ведьма считает это каламбуром, так как «настоящее ее имя давно погребено под ледяной толщей океанских вод».[2] Сестры ищут упавшую звезду, потому что, поглотив ее сердце, они получат столетия молодости и красоты. Использование магии нейтрализует эффект, поэтому с каждым заклинанием королева-ведьма становится старше и слабее. В экранизации сестер зовут Ламия, Мормо и Эмпуза.

## Сюжет
Каждые девять лет в деревне Застенье в сельской Англии проводится рынок по другую сторону каменной стены, отделяющей царство Фей от нашего мира. Юный Дунстан Торн сдает комнату волшебному джентльмену, потребовав в качестве платы не только деньги, но и чудо или колдовство. На что получает заверения, что Дунстан скоро встретит Мечту своего сердца. На следующий день он встречает на рынке Уну, волшебную женщину, порабощенную ведьмой Семелой. Дунстан покупает у нее стеклянный подснежник за поцелуй и той же ночью занимается с ней любовью в лесу. Несколько месяцев спустя Данстан получает в корзинке младенца — его и Уны сына — Тристрана.
Восемнадцать лет спустя Тристран влюблен в красавицу Викторию Форестер. Однажды ночью, провожая ее домой, он видит падающую звезду, приземляющуюся в Волшебной стране, и клянется принести ее Виктории. Виктория соглашается вознаградить его всем, что он пожелает, включая ее руку и сердце, если он добьется успеха. Дунстан дает Тристрану подснежник и позволяет ему пройти мимо стражи стены, намекая на его сказочное наследие.
В замке Штормхолд, в Волшебной Стране, умирающий Лорд Штормхолда выбрасывает свой топазовый кулон в окно и заявляет, что первый из его трех оставшихся в живых сыновей — Праймус, Терциус и Септимус — который вернет его, будет его преемником. Кулон взлетает вверх и сбивает с неба звезду (ту самую, которую Тристран обещал Виктории). После смерти отца братья отправляются на поиски кулона. Септимус отравляет Терция в гостинице. Тем временем лилим, трио древних ведьм, узнают о падшей звезде и планируют съесть ее сердце, чтобы вернуть себе молодость. Старшая из лилим выбрана для поиска звезды и съедает остатки сердца последней звезды.
Тристран встречает маленького волосатого человечка, который дает Тристрану серебряную цепочку и волшебный огарок свечи, который позволяет быстро преодолевать большие расстояния, пока он горит. Тристран использует свечу, чтобы добраться до звезды, но с удивлением обнаруживает, что та выглядит как человек и называет себя Ивейн. Решив все равно отвезти ее к Виктории, Тристран привязывает Ивейн к себе цепью; однако свеча сгорает прежде, чем он успевает вернуться. Тристран и Ивейн путешествуют пешком, однако Ивейн сбегает на единороге, когда Тристран освобождает ее и уходит в поисках еды. Тем временем королева-ведьма встречает Семелу, которая обманывает королеву-ведьму, заставляя ее раскрыть цель своего путешествия. Разъяренная королева-ведьма накладывает на нее проклятие, которое мешает ей видеть, прикасаться или воспринимать звезду.
Обнаружив, что Ивейн исчезла, Тристрану удается прокатиться в экипаже Примуса. Королева-ведьма превращает свой экипаж в придорожную гостиницу на пути, по которому проедет Ивейн. Следом за звездой в гостиницу прибывают Тристран и Примус. Королева-ведьма пытается отравить Тристрана, но единорог предупреждает его. Он мчится обратно в гостиницу, когда королева-ведьма убивает Примуса. Тристран сбегает вместе с Ивейн, используя остатки волшебной свечи. Вскоре после этого прибывает Септимус и находит тело Примуса. Боясь проклятия за невыполненный долг отмщения, он отправляется на поиски королевы-ведьмы. Когда свеча догорает, Тристран и Ивейн оказываются на облаке, в нескольких милях над Волшебной страной, но их спасает экипаж летающего корабля. Хотя Тристран заявляет, что он больше не намерен заставлять Ивейн сопровождать его, она показывает, что — по обычаю ее народа — поскольку он спас ей жизнь, она, тем не менее, обязана следовать за ним.
Расставшись с кораблем, Тристран и Ивейн отправились к Застенью. Они сталкиваются с Семелой, которая из-за проклятия королевы-ведьмы не может видеть Ивейн. Семела соглашается доставить Тристрана до Стены в обмен на стеклянный подснежник. Тристран берет с ведьмы обещание, что он прибудет к месту назначения невредимым и в том же виде и состоянии, в котором она его подбирает. Это, однако, не мешает Семеле использовать подснежник, чтобы превратить его в соню на время путешествия. Ивейн также едет в караване Семелы, без ведома ведьмы. Септимус, тем временем, замышляет нападение на королеву-ведьму, но погибает от руки своей предполагаемой жертвы.
На рынке Тристран оставляет Ивейн и возвращается в Застенье, чтобы встретиться с Викторией. Тем временем Ивейн понимает, что влюбилась в Тристрана и узнает, что если она пересечет стену и покинет Волшебную страну, то превратится в кусок метеорита. Встревоженная Виктория сообщает Тристрану, что еще до его ухода была помолвлена с Робертом Мандеем. Она никогда не верила, что он действительно доведет свои поиски до конца, но, тем не менее, готова сдержать свое обещание и выйти за него замуж. Тристран, не желая заставлять Викторию выходить за него замуж, напоминает ей, что брак был не обещанием, а скорее желанием дать ему все, что он пожелает. Он говорит, что хочет, чтобы она как можно скорее вышла замуж за свою собственную любовь.
Позже Тристран возвращается к Ивейн на рынок. Она в восторге, узнав, что Виктория выйдет замуж за кого-то другого, и что Тристран отвечает ей взаимностью. Тем временем Уна освобождается, поскольку выполнено условие ее освобождения: луна потеряла своего ребенка (звезда Ивейн "отдала" свое сердце Тристрану) на неделе, когда сошлись два понедельника (свадьба Виктории и Мандея (по англ. Monday — Понедельник)). Уна разыскивает Тристрана и Ивейн, представляется матерью Тристрана и единственной дочерью покойного лорда Штормхолда. Таким образом, Тристран по праву является последним наследником Штормхолда мужского пола, и Ивейн отдает ему кулон, который носила с собой. К Ивейн обращается королева-ведьма, чья молодость иссякла, и которая теперь старше, чем когда-либо. Ведьма спрашивает почему больше не может чувствовать местонахождение Ивейн, на что та, больше не боясь, объясняет, что ее сердце теперь принадлежит Тристрану.
Уна возвращается в Штормхолд, чтобы править вместо своего сына, в то время как Тристран и Ивейн путешествуют по Волшебной стране. Много лет спустя Тристран и Ивейн приезжают, и Тристран становится лордом. Когда он в конце концов состарится и умрет, Ивейн займет трон и будет править как бессмертный правитель Штормхолда.

## Награды
В 1999 году Мифопоэтическое общество присудило ему премию «Мифопоэтическое фэнтези» в категории «Литература для взрослых».
В 2000 году Премия Геффена в категории «Лучшая переведенная книга», премия Алекс.

## Адаптации
В 2007 году экранизирована под одноименным названием.